# James Slim
John Percival Slim (Wednesbury, West Midlands, 1885 - Wandsworth, Londres, 14 de març de 1966) va ser un lluitador anglès que va competir a primers del segle xx.
El 1908 va disputar els Jocs Olímpics de Londres, on guanyà la medalla de plata de la categoria del pes ploma de lluita lliure, després de perdre la final contra l'estatunidenc George Dole.